# Širákov
Širákov este o comună slovacă, aflată în districtul Veľký Krtíš din regiunea Banská Bystrica. Localitatea se află la altitudinea de 196 m deasupra n.m., se întinde pe o suprafață de 7,12 km2 și în 2017 număra 203 locuitori.

## Istoric
Localitatea Širákov este atestată documentar din 1303.

## Demografie
| An:                | 1994 | 2004   | 2014    | 2024    |
| ------------------ | ---- | ------ | ------- | ------- |
| Număr de persoane: | 256  | 244    | 205     | 181     |
| Diferență:         |      | −4,68% | −15,98% | −11,70% |

| An:                | 2023 | 2024   |
| ------------------ | ---- | ------ |
| Număr de persoane: | 184  | 181    |
| Diferență:         |      | −1,63% |